# قزاقی (اسفراین)
قزاقی (اسفراین)، روستایی از توابع بخش مرکزی شهرستان اسفراین در استان خراسان شمالی ایران است.از زمان پیدایش این روستا اطلاعات زیادی وجود ندارد . طبق اسناد موجود نام تاریخی این روستا در گذشته قریه قزاقی(به زبان محلی قازاخی) نام داشته‌ است.
روستای قزاقی به لحاظ موقعیت در شمال شرقی شهرستان اسفراین قرار دارد.
به لحاظ همجواری با روستاهای اطراف ، از طرف شمال به روستاهای کلاته حبیب و کلاته پیاله ، از شرق به روستای پرکانلو ، از غرب به روستای حسن آباد چنار سوخته همجوار می‌باشد.

## جمعیت
این روستا در دهستان میلانلو قرار دارد و براساس سرشماری مرکز آمار ایران در سال 1390، جمعیت آن 306 نفر (81 خانوار) بوده‌است.

## زبان
مردم روستای قزاقی به زبان کردی ( کرمانجی ) صحبت می‌کنند. اهالی روستای قزاقی از طایفه کُرد کرمانج خانیانلو هستند.

## آب و هوا
آب و هوای روستای قزاقی از نوع معتدل کوهستانی ، با زمستان‌های سرد و تابستان‌های معتدل و مطبوع می‌باشد.
به علت موقعیت ییلاقی آن در تابستان‌ها تفریگاه مناسبی برای اهالی شهرستان اسفراین محسوب می‌شود. که برای استفاده از هوای خنک و رودخانه بیدواز که از روستا می گذرد و همچنین میوه‌های این روستا به منطقه می‌روند.